# Sergia hansjacobi
Sergia hansjacobi är en kräftdjursart som beskrevs av Vereshchaka 1994. Sergia hansjacobi ingår i släktet Sergia och familjen Sergestidae. Inga underarter finns listade i Catalogue of Life.